# 映画 妖怪学園Y 猫はHEROになれるか
- 妖怪ウォッチ > 映画 妖怪学園Y 猫はHEROになれるか
- 妖怪学園Y 〜Nとの遭遇〜 > 映画 妖怪学園Y 猫はHEROになれるか

『妖怪ウォッチJam 映画 妖怪学園Y 猫はHEROになれるか』（ようかいウォッチジャム えいが ようかいがくえんワイ ねこはヒーローになれるか）は、テレビアニメ『妖怪ウォッチ』の劇場版第6作目。2019年12月13日より公開された。
キャッチコピーは「12月、すべてがYになる」「YYいこうぜ!」。

## 概要
本作は2019年3月14日にレベルファイブによる『妖怪ウォッチ』戦略発表会で初披露され、タイトルに『妖怪ウォッチJam』ブランドを冠した派生作品となる。
『妖怪ウォッチ』従来シリーズの基本設定をベースにしつつも、世界観やキャラクターを一新。Y学園を舞台に、新たなアイテム『YSPウォッチ』によって召喚した「怨霊」が人間に憑依し妖怪HERO（ヒーロー）に変身するという設定となっている。
メインキャラクターは人間であるものの、ジバニャン・コマさん・ウィスパーなど従来シリーズの妖怪達を彷彿とする名前や容姿である。また作風も比較的シリアス寄りであった劇場版前2作とは対照的に「ギャグ満載、ぶっとび妖怪冒険活劇!」と銘打っている。
主題歌は作詞・作曲を担当したナユタン星人の要望でピンク・レディーを起用。デュオとしては15年ぶりの楽曲となる。
これまで映画「妖怪ウォッチ」プロジェクト（製作委員会）として参加していたジェイアール東日本企画、エイベックス、GYAOは本作ではプロジェクトから外れ、新たにUUUM、ローソンエンタテインメント等が参加。劇中にUUUM契約のYouTuberをモデルとした生徒キャラクターがモブシーンや学園内のポスターなどに登場している。
同年12月27日から、テレビ東京系列にて本作の後日譚にあたる『妖怪学園Y 〜Nとの遭遇〜』を放送。

## ストーリー
トップクラスの能力を持つエリートが入学でき、学園シティとも呼ばれる規模を誇る『Y学園』。新入生の玉田マタロウは、入学当日に寺刃（ジバ）ジンペイとその幼なじみ小間（コマ）サン太夫と出会う。彼らは幽霊や妖怪を視認でき、妖力を操る素質（Yokai Special Power=YSP）を持つがゆえ「YSP基準」により入学した生徒だった。ジンペイ達は1年A組担任の臼見沢ハルヒコ先生の挨拶や入学式の最中にも、赤い大柄な猫の怨霊・バケーラを目撃する。そして保健医の園等なつき先生がバケーラに襲われているところを撃退。しかしこれは園等先生によるテストであり、後に改めて怨霊を召喚・憑依できる『YSPウォッチ』をジンペイ・コマに授ける。一方、マタロウも学園に危機が迫る予知夢をたびたび垣間見ていた。
ジンペイ達は、学園の番長であり、怨霊・獅子黒カズマを従える雷堂メラとの戦いを経て、さらにメカ好きの理系女子姫川フブキを加え、学園内の「不思議解明ミッション」を遂行する『YSPクラブ』を結成。学園七不思議の一つ「恋愛禁止の呪い」と呼ばれる怪事件に立ち向かうことになる。

## キャスト
- 寺刃ジンペイ - 田村睦心
- 玉田マタロウ - 井上麻里奈
- 小間サン太夫/コマジロ/リトルコマンダー - 遠藤綾
- 姫川フブキ - 戸松遥
- 雷堂メラ - 増田俊樹
- 九尾リュウスケ/ナインテイル - 小林千晃
- モモ - 小桜エツコ
- バケーラ/剣豪紅丸 - 小野友樹
- 獅子黒カズマ/獅子王 - 日野聡
- 大王路エマ - 竹達彩奈
- 臼見沢ハルヒコ - 関智一
- 大王路キンヤ - 大友龍三郎
- 園等なつき - 沼倉愛美
- イズナ - 石上静香
- 桶狭間カンイチ - 佐久間元輝
- シャイニングボーイ - 浜添伸也
- マタロウの祖父 - 辻親八
- オヤノメ - 佐藤健輔
- トグロス - 村上裕哉
- メドゥーサ - 木村佳乃（特別出演）[注 3]
- タベケン - 渡部建（アンジャッシュ、特別出演）
- 蝶野マイ - りりり
- マタロウの母 - 増田恵子[注 4]

## スタッフ
- 製作総指揮 / 原案・脚本 - 日野晃博
- 原作 - レベルファイブ
- 連載 - 月刊コロコロコミック
- 妖怪&キャラクターデザイン原案 - 長野拓造、田中美穂、板橋由里子
- アートコンセプト - 梁井信之
- キャラクターデザイン - 山田俊也
- 音響監督 - はたしょう二
- 音楽 - 西郷憲一郎
- 監督 - 高橋滋春
- アニメーション制作 - OLM TEAM INOUE
- 製作 - 映画「妖怪ウォッチ」プロジェクト 2019（レベルファイブ、電通、小学館、テレビ東京、東宝、KADOKAWA、UUUM、オー・エル・エム、バンダイ、キッズステーション、テレビ大阪、小学館集英社プロダクション、TVQ九州放送、ローソンエンタテインメント、コンテンツ3、テレビ愛知、テレビ北海道、テレビせとうち）
- 配給 - 東宝

## 主題歌
主題歌「メテオ」
作詞・作曲・編曲 - ナユタン星人 / 歌 - ピンク・レディー
オープニングテーマ曲「Y学園へ行こう 学園ドタバタ編」
作詞 - ピノリーノ（日野晃博） / 作曲 - サカモフ（坂本英城） / 歌 - 莉犬（すとぷり）
挿入歌「Y学園校歌」
作詞 - ピノリーノ（日野晃博） / 作曲 - ゴイサーマン（西郷憲一郎） / 歌 - Y学園合唱団